# 정흥채
정흥채(1964년 8월 15일 ~ )은 대한민국의 배우이다.
1987년 연극 《끝없는 아리아》로 연극배우 첫 데뷔하였다. 주로 연극 분야에서 활동하다 32세이던 1996년, SBS 드라마 《임꺽정》에서 주연 임꺽정 역을 맡아 무명을 씻고 인기를 끌었는데 임꺽정을 소재로 한 뮤지컬 《임꺽정!그가 온다》에 출연 하기도 했다.

## 학력
- 광주숭일고등학교 졸업
- 동국대학교 연극영화학과 학사 졸업
- 서강대학교 언론대학원 방송연기학과 언론학 석사 졸업
- 동국대학교 문화예술대학원 예술경영학과 예술학 석사 졸업

## 출연작

### TV 드라마
- 1996년 SBS 《임꺽정》 ... 임꺽정 역
- 1998년 KBS2 《야망의 전설》 ... 강태수 역
- 1999년 KBS2 《어사출두》 ... 어사보 역
- 1999년 SBS 《약속》
- 2000년 KBS2 《천둥소리》 ... 돌한 역
- 2002년 KBS2 《태양인 이제마》 ... 덕용 역
- 2003년 KBS1 《무인시대》 ... 부루 역
- 2004년 MBC 《영웅시대》 ... 차지철 역
- 2005년 KBS2 《드라마시티 - 개조는 맨발이다》 ... 목사 역
- 2005년 KBS2 《황금사과》 ... 이 부장 역
- 2006년 KBS1 《서울 1945》 ... 김종오 역
- 2006년 SBS 《연개소문》 ... 계백 역
- 2008년 KBS 《대왕 세종》 ... 강상인 역
- 2009년 KBS2 《천추태후》 ... 소배압 역
- 2010년 KBS1 《자유인 이회영》 ... 왕정위 역
- 2010년 KBS1 《근초고왕》 ... 막고해 역
- 2012년 MBC 《무신》 ... 예꾸 역
- 2013년 KBS1 《대왕의 꿈》 ... 소정방 역
- 2013년 MBC 《제왕의 딸 수백향》 ... 비적 두목 역 (특별 출연)
- 2013년 KBS1 《사랑은 노래를 타고》 ... 태경의 사무실 의뢰인 역 (특별 출연)
- 2015년 KBS1 《징비록》 ... 이여송 역
- 2022년 KBS2 《현재는 아름다워》 ... 최만리 역

### 영화
- 1992년 《걸어서 하늘까지》 (특별 출연)
- 1998년 《짱》 (특별출연)
- 2001년 《광시곡》 ... 마동철 역
- 2004년 《투 가이즈》 ... 올백 역
- 2006년 《가족의 탄생》 ... 김 사장 역 (특별 출연)
- 2014년 《황제를 위하여》 ... 작두 역

### 라디오 프로그램
- 2014년 EBS 《EBS 책 읽는 라디오 낭독 시리즈》

### 방송 출연
- 1997년 KBS 1TV 《TV는 사랑을 싣고》 - 161회 게스트
- 2012년 SBS TV 《강심장》 - 147회 게스트
- 2017년 TJB 《당신의 한끼》
- 2018년 G1 강원민방 《이창섭의 인사이드 시즌 3》 491회 게스트

### M/V
- 2007년 박상민 - 울지 말아요

## 수상
- 1996년 SBS 연기대상 남자 신인상 - 《임꺽정》
- 1997년 제33회 백상예술대상 TV부문 남자 신인연기상 - 《임꺽정》
- 2014년 제22회 대한민국문화연예대상 사회봉사상

## 광고
- 1997년 대웅제약 우루사 - 피로야 까불지 마라 편
- 1998년 - 고려화학 우드피아
- 2020년 -철원군청